# Amanieu du Foussat
Pour les articles homonymes, voir Foussat.
Amanieu du Foussat (ou Amanèu del Fossat, Amanèu del Foussa, Amanieu Dufossat), sire d'Aiguillon, est un seigneur gascon. Il exerce à plusieurs reprises pour le roi d'Angleterre la charge de sénéchal de Gascogne, et est brièvement nommé maire de Bordeaux.

## Biographie
Originaire de l'Agenais, Amanieu de Foussat a été lieutenant des sénéchaux de Gascogne Guy Ferre puis John Hastings, assurant l'intérim pendant leur absence de septembre 1309 à février 1310.
Depuis le milieu du XIIIe siècle, la ville de Bordeaux voit s'affronter deux factions, les Colomb et les Soler. Pour reprendre la main, Édouard Ier a remplacé le principe d'un maire élu par un édile qu'il désigne lui même. Il choisit à cet effet des administrateurs d'origine gasconne, mais non bordelais. Mais au début du XIIIe siècle, profitant d'un intermède où la ville est retombée dans l'escarcelle du roi de France, Arnaud Cailhau partisan des Colomb s'empare de la mairie et gouverne la ville à la manière d'une république autonome mais en favorisant excessivement son parti. Aussi Édouard II le fait-il d'abord remplacer par son propre cousin, Pierre Cailhau, acquis quant à lui aux Soler : les violences reprennent, dirigées cette fois contre l'autre faction. Édouard II renoue finalement avec le système mis en œuvre par son père, et nomme en janvier 1311 l'Agenais Amanieu du Foussat à la tête de la ville.
Mais Amanieu se révèle partisan des Soler, et entre rapidement en conflit avec la Commune, qui refuse de lui laisser exercer le pouvoir. Elle désigne même un autre maire, Odon de Lados, qu'elle parvient à faire entériner par le roi d'Angleterre après deux missions en octobre 1311 et janvier 1312.
Après le décès du sénéchal de Gascogne William Montagu, qui aurait été agressé à mort dans sa propre résidence pendant son mandat de sénéchal de Gascogne, Amanieu est nommé le 6 novembre 1319 pour gouverner le duché à titre intérimaire. Il est remplacé le 28 juillet 1320 par Maurice de Berkeley,.